# Prenantia inerma
Prenantia inerma is een mosdiertjessoort uit de familie van de Smittinidae. De wetenschappelijke naam van de soort is voor het eerst geldig gepubliceerd in 1906 door Calvet.